# Mercury-Redstone 1A
A Mercury-Redstone 1A (MR-1A) foi a segunda missão Mercury-Redstone do Programa Mercury, e assim como a primeira, o objetivo era lançar uma nave Mercury usando o Veículo de lançamento Mercury-Redstone (MRLV). 
O lançamento, ocorreu em 19 de dezembro de 1960 do Centro de lançamento de Cabo Canaveral, Flórida. Os objetivos dessa missão era qualificar em voo a espaçonave e seus sistemas para um próximo voo tripulado por um primata. Foram testados nessa missão, a instrumentação da espaçonave, e o seu bloco de controle de reação. 

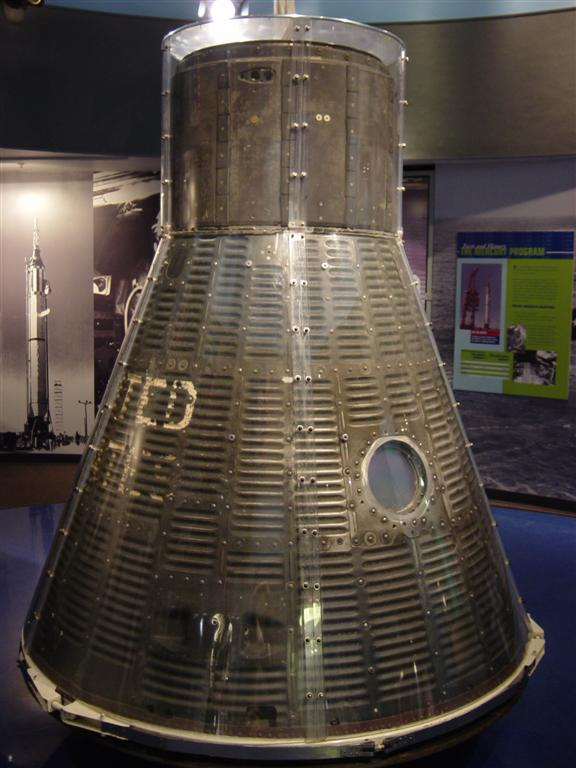
A capsula Mercury No 2, usada nas duas missões, MR-1 e MR-1A.

O resultado da missão foi um sucesso completo. A capsula Mercury, atingiu 210 km de altitude, 378 km de alcance e velocidade de 7.900 km/h. A duração do voo foi de 15 minutos e 45 segundos. 